# 拉琴科 (特维尔州)
拉琴科（羅馬化：Radchenko）是俄罗斯特维尔州的市级镇，属该州科纳科沃区管辖，为该区规模最小的市级镇。地处特维尔州东南部，位于伏尔加河上伊万科沃水库沿岸，在区行政中心科纳科沃西、州府特维尔东南方。附近较大聚居地有列德基诺。M10公路（俄罗斯公路）从该镇北侧经过。
得名于政治家伊万·伊万诺维奇·拉琴科（Иван Иванович Радченко）。2022年人口有1,293人；2010年人口1,537；2002年人口2,089；1989年人口2,562。